# 130161 Iankubik
130161 Iankubik è un asteroide della fascia principale. Scoperto nel 1999, presenta un'orbita caratterizzata da un semiasse maggiore pari a 2,8365960 UA e da un'eccentricità di 0,1213400, inclinata di 1,30142° rispetto all'eclittica.